# UDP-Glucuronosyltransferase
UDP-Glucuronosyltransferase oder UDP-Glukuronyltransferase (UDP-GT) ist der Name für Enzyme, die Glucuronsäure von UDP-Glucuronat auf ein kleines, hydrophobes Molekül übertragen (Glucuronidierung). Sie sind wichtig beim Abbau schädlicher Stoffe im Körper. Insbesondere das Enzym UDP-GT1-A1 des Menschen wird in großen Mengen in der Leber beim Porphyrin-Abbau benötigt. Ein Mangel an funktionsfähiger UDP-GT1-A1 führt zur Hyperbilirubinämie und damit zu der (relativ ungefährlichen) Krankheit Morbus Meulengracht. Seltene Mutationen am UGT1A1-Gen, die zu (fast) völligem Defekt des Enzyms führen, verursachen die sehr schwer verlaufende Form dieser Erkrankung, das Crigler-Najjar-Syndrom.
Die UDP-GT gehören zu den UDP-Glycosyltransferasen (UGT), Enzyme, die eine Glycosyl- (Zucker-)gruppe von einem UTP-Molekül auf ein anderes kleines hydrophobes Molekül übertragen. Diese Enzyme kommen bei Viren, Bakterien, Pflanzen und Tieren vor, wo sie wichtiger Bestandteil des Stoffwechsels sind.